# Nyceryx coffaeae
Nyceryx coffaeae är en fjärilsart som beskrevs av Walker 1856. Nyceryx coffaeae ingår i släktet Nyceryx och familjen svärmare. Inga underarter finns listade i Catalogue of Life.